# ۷۲۶ (قمری)
۷۲۶ (قمری)، هفتصد و بیست و ششمین سال در گاهشماری هجری قمری است. اول محرم این سال برابر با هشتم دسامبر سال ۱۳۲۵ میلادی است.

## درگذشتگان
- ۲۱ محرم - علامه حلی، از علمای شیعه قرن ۷ قمری.